# 奇梅内亚斯
奇梅内亚斯，是西班牙安达卢西亚自治区格拉纳达省的一个市镇。总面积為90平方公里，
2001年普查人口總數為1483人，人口密度為每平方公里16人。